# David Henry (Basketballspieler)
David Henry (* 6. Januar 1975 in Los Angeles) ist ein ehemaliger US-amerikanisch-deutscher Basketballspieler. Der zwei Meter lange Flügel- und Innenspieler kam für Einheit Weißenfels und Avitos Gießen zu insgesamt 44 Einsätzen in der Basketball-Bundesliga.

## Laufbahn
Henry spielte ab dem 16. Lebensjahr Basketball, in den Vereinigten Staaten war er als Schüler Spieler der Palisades High School in Los Angelesund auf Universitätsniveau am Cerritos College (Bundesstaat Kalifornien) sowie von 1996 bis 1998 an der in Texas gelegenen Stephen F. Austin University. In seiner Abschlusssaison 1997/98 erzielte Henry im Schnitt 10,0 Punkte sowie 5,7 Rebounds je Einsatz.
Er wechselte ins Profilager und begann seine Laufbahn als Berufsbasketballspieler beim deutschen Verein Einheit Weißenfels, mit dem er in der Saison 1998/99 in die Bundesliga aufstieg und für den er während der Bundesliga-Spielzeit 1999/2000 25 Partien bestritt, in denen er durchschnittlich sechs Zähler verbuchte. Zunächst stand Henry auch in der Saison 2000/01 in Diensten Weißenfels’, wechselte aber während der Saison zum Bundesliga-Konkurrenten Avitos Gießen, bei dem er in 19 Ligaspielen 4,1 Punkte pro Begegnung bilanzierte.
Nach einem kurzen Abstecher zum Zweitligisten TuS Jena zu Beginn des Spieljahres 2001/02 (während dieser Zeit zog er sich eine schwere Knieverletzung zu) spielte Henry bei Jugend 07 Bergheim sowie danach beim SVD 49 Dortmund in der Regionalliga. Im Spätsommer 2003 zerschlug sich ein Engagement beim Zweitligaverein Düsseldorf Magics nach einer Probezeit, Henrys letzte Station im Profibereich war während der Saison 2004/05 ETB Essen. Zu seinen Stärken zählten die Vielseitigkeit sowie die Verteidigungsarbeit.